# Server Djeparov
Server Reshatovich Djeparov (tiếng Uzbek: Server Jeparov, Kirin: Сервер Жепаров; sinh ngày 3 tháng 10 năm 1982 ở Chirchiq), là một cựu cầu thủ bóng đá Uzbekistan thi đấu ở vị trí tiền vệ. Anh từng hai lần giành giải Cầu thủ xuất sắc nhất châu Á vào các năm 2008 và 2011.

## Bàn thắng quốc tế
| #   | Ngày                 | Địa điểm                                               | Đối thủ     | Bàn thắng | Kết quả | Giải đấu                 |
| --- | -------------------- | ------------------------------------------------------ | ----------- | --------- | ------- | ------------------------ |
| 1   | 9 tháng 6 năm 2004   | Sân vận động Pakhtakor Markaziy, Tashkent, Uzbekistan  | Palestine   | 3–0       | 3–0     | Vòng loại World Cup 2006 |
| 2   | 8 tháng 9 năm 2004   | Sân vận động Ahmed bin Ali, Al Rayyan, Qatar           | Palestine   | 2–0       | 3–0     | Vòng loại World Cup 2006 |
| 3   | 17 tháng 8 năm 2008  | Sân vận động Pakhtakor Markaziy, Tashkent, Uzbekistan  | Kuwait      | 1–2       | 3–2     | Vòng loại World Cup 2006 |
| 4   | 22 tháng 2 năm 2006  | Sân vận động Pakhtakor Markaziy, Tashkent, Uzbekistan  | Bangladesh  | 2–0       | 5–0     | Vòng loại Asian Cup 2007 |
| 5   | 11 tháng 10 năm 2006 | Sân vận động Quân đội Bangladesh, Dhaka, Bangladesh    | Bangladesh  | 3–0       | 4–0     | Vòng loại Asian Cup 2007 |
| 6   | 5 tháng7, 2007       | Sân vận động World Cup Seoul, Seoul, Hàn Quốc          | Hàn Quốc    | 1–2       | 1–2     | Giao hữu                 |
| 7   | 22 tháng 3 năm 2008  | Sân vận động Pakhtakor Markaziy, Tashkent, Uzbekistan  | Jordan      | 3–1       | 4–1     | Giao hữu                 |
| 8   | 26 tháng 3 năm 2008  | Sân vận động MHSK, Tashkent, Uzbekistan                | Ả Rập Xê Út | 3–0       | 3–0     | Vòng loại World Cup 2010 |
| 9   | 2 tháng 6 năm 2008   | Sân vận động Quốc gia, Kallang, Singapore              | Singapore   | 3–2       | 7–3     | Vòng loại World Cup 2010 |
| 10  | 2 tháng 6 năm 2008   | Sân vận động Quốc gia, Kallang, Singapore              | Singapore   | 5–2       | 7–3     | Vòng loại World Cup 2010 |
| 11  | 14 tháng 6 năm 2008  | Sân vận động MHSK, Tashkent, Uzbekistan                | Liban       | 3–0       | 3–0     | Vòng loại World Cup 2010 |
| 12  | 28 tháng 12 năm 2008 | Sân vận động Ramat Gan, Ramat Gan, Israel              | Israel      | 2–2       | 3–2     | Giao hữu                 |
| 13  | 14 tháng 11 năm 2009 | Sân vận động JAR, Tashkent, Uzbekistan                 | Malaysia    | 1–0       | 3–1     | Vòng loại Asian Cup 2011 |
| 14  | 7 tháng 1 năm 2011   | Sân vận động Quốc tế Khalifa, Doha, Qatar              | Qatar       | 2–0       | 2–0     | Asian Cup 2011           |
| 15  | 12 tháng 1 năm 2011  | Sân vận động Thani bin Jassim, Doha, Qatar             | Kuwait      | 2–1       | 2–1     | Asian Cup 2011           |
| 16  | 23 tháng 7 năm 2011  | Sân vận động Pakhtakor Markaziy, Tashkent, Uzbekistan  | Kyrgyzstan  | 3–0       | 4–0     | Vòng loại World Cup 2014 |
| 17  | 7 tháng 8 năm 2011   | Sân vận động Pakhtakor Markaziy, Tashkent, Uzbekistan  | Nhật Bản    | 1–0       | 1–1     | Vòng loại World Cup 2014 |
| 18  | 12 tháng 10 năm 2012 | Sân vận động Maktoum Bin Rashid Al Maktoum, Dubai, UAE | UAE         | 1–1       | 2–2     | Giao hữu                 |
| 19  | 26 tháng 3 năm 2013  | Sân vận động Bunyodkor, Tashkent, Uzbekistan           | Liban       | 1–0       | 1–0     | Vòng loại World Cup 2014 |
| 20. | 6 tháng 6 năm 2013   | Sân vận động Thiên Hà, Quảng Châu, Trung Quốc          | Trung Quốc  | 2–1       | 2–1     | Giao hữu                 |
| 21. | 6 tháng 9 năm 2013   | Sân vận động Quốc vương Abdullah, Amman, Jordan        | Jordan      | 1–1       | 1–1     | Vòng loại World Cup 2014 |
| 22. | 7 tháng 9 năm 2014   | Sân vận động Pakhtakor Markaziy, Tashkent, Uzbekistan  | New Zealand | 3–0       | 3–1     | Giao hữu                 |
| 23. | 14 tháng 10 năm 2014 | Sân vận động câu lạc bộ Dubai, Dubai, UAE              | UAE         | 3–0       | 4–0     | Giao hữu                 |
| 24. | 17 tháng 11 năm 2015 | Sân vận động Grand Hamad, Doha, Qatar                  | Yemen       | 2–0       | 3–1     | Vòng loại World Cup 2018 |
| 25. | 14 tháng 2 năm 2016  | Sân vận động Al-Rashid, Dubai, UAE                     | Liban       | 2–0       | 2–0     | Giao hữu                 |